# Wannabe
«Wannabe» (редукция англ. want to be — «хочу быть») — песня британской гёрл-группы Spice Girls. Была издана в 1996 году как дебютный сингл группы. Вошла в дебютный альбом Spice Girls Spice (1996).
Песня была написана участницами группы в соавторстве с Мэттом Роувом и Ричардом Стэннардом на самой первой профессиональной сессии по написании песен, на которую группа собралась. Целью тогда было подготовить песенный материал для записи первого альбома, в который эта песня в итоге и будет включена.
Песня была написана очень быстро (за 30 минут) и записала группа её тоже очень быстро (меньше, чем за час). Результат руководящим сотрудникам лейбла звукозаписи Virgin Records (c которым группа подписала контракт чуть позже, в июле того же 1995 года) показался тусклым, и песню отдали перемикшировать Дейву Вэю. На этот раз результат не понравился уже самой группе (причём не понравился очень резко), и песня была перемикширована ещё один раз, теперь Майком Стентом по прозвищу Спайк.
«Wannabe» — быстрая и ритмичная песня, которую можно отнести к жанрам данс-поп и поп-рэп. В ней примешаны хип-хоп и рэп. В стихах высказывается идея о том, что женская дружба ценнее отношений с парнями. Этот текст стал знаковым символом расширения женских прав, а песня — знаковой песней философии Girl Power, которую группа исповедовала.
Хотя музыкальные критики отнеслись к песне неоднозначно, в 1997 году она выиграла престижные британские музыкальные призы BRIT Award (в номинации «Лучший сингл») и Ivor Novello Award (в номинациях «Лучший международный хит» и «Лучший сингл британских авторов»).
Группа предприняла для рекламы песни «Wannabe» большие усилия. Снятый на неё Юханом Камицем видеоклип имел большой успех в британской кабельной сети The Box, что вызвало интерес прессы к группе. Затем песню стали очень интенсивно играть на радио по всей Великобритании, а группа выступала с ней на различных телевизионных программах, начала давать интервью и фотосессии для подростковых журналов.
Сингл с этой песней, выпущенный в Великобритании в июле 1996 года (это был дебютный сингл группы), провёл на первом месте британского синглового чарта 7 недель. Британской ассоциацией производителей фонограмм (BPI) он был сертифицирован дважды платиновым. В январе 1997 года сингл вышел и в США, где песня также достигла первого места (в горячей сотне журнала «Билборд») и провела на вершине 4 недели. («Wannabe» так и осталась единственным хитом номер один в США в карьере группы.) К концу 1996 года песня успела побывать на первом месте в 22 странах, а к марту 1997 года — уже в 37. Этот сингл стал самым продаваемым синглом женской группы в мире. В Великобритании было продано 1 360 000 экземпляров (данные на 2015 год), в США — 2 910 000 (данные на 2014 год). Уже к концу 1997 года во всём мире — 7 миллионов экземпляров.
В 2014 году песня «Wannabe» по результатам исследования в онлайновой игре Hooked On Music (аналог Name That Tune) была признана самой легкоузнаваемой песней последних 60 лет. В исследовании приняли участие 12 000 человек, и в среднем им требовалось всего 2,3 секунды, чтобы узнать «Wannabe».

## Чарты
| Чарт (1996—1997)                    | Наив. поз.    |
| ----------------------------------- | ------------- |
| Australian Singles Chart            | 1             |
| Austrian Singles Chart              | 2             |
| Belgian Ultratop 50 (Flanders)      | 1             |
| Belgian Ultratop 40 (Wallonia)      | 1             |
| Danish Singles Chart                | 1             |
| Dutch Top 40                        | 1             |
| European Hot 100 Singles            | 1             |
| Finnish Singles Chart               | 1             |
| French Singles Chart                | 1             |
| German Singles Chart                | 1             |
| Hong Kong Singles Chart             | 1             |
| Irish Singles Chart                 | 1             |
| Israel Singles Chart                | 1             |
| Italian Singles Chart               | 4             |
| New Zealand Singles Chart           | 1             |
| Norwegian Singles Chart             | 1             |
| Scottish Singles Chart              | 1             |
| Spanish Singles Chart               | 1             |
| Swedish Singles Chart               | 1             |
| Swiss Singles Chart                 | 1             |
| UK Singles Chart                    | 1             |
| Chart (1997)                        | Peak position |
| Canadian RPM Singles Chart          | 9             |
| США (Billboard Hot 100)             | 1             |
| США (Billboard Hot Dance Club Play) | 15            |
| США (Billboard Mainstream Top 40)   | 4             |
| США (Billboard Rhythmic Top 40)     | 1             |

| Чарт (1996)                    | Наив. поз. |
| ------------------------------ | ---------- |
| Australian Singles Chart       | 5          |
| Austrian Singles Chart         | 19         |
| Belgian Ultratop 50 (Фландрия) | 12         |
| Belgian Ultratop 40 (Фаллония) | 11         |
| Dutch Singles Charts           | 11         |
| French Singles Chart           | 6          |
| German Singles Chart           | 10         |
| Swedish Singles Chart          | 10         |
| Swiss Singles Chart            | 18         |
| UK Singles Chart               | 2          |
| Чарт (1997)                    | Наив. поз. |
| Australian Singles Chart       | 61         |
| Канада (RPM Singles Chart)     | 68         |
| США (Billboard Hot 100)        | 10         |

| Страна         | Поз. |
| -------------- | ---- |
| Великобритания | 40   |

## Сертификации
| Регион | Сертификация  | Продажи   |
| --- | ------------- | --------- |
| Австралия (ARIA) | 2× Платиновый | 140 000^  |
| Франция (SNEP) | Бриллиантовый | 742,000   |
| Германия (BVMI) | Платиновый    | 500 000   |
| Италия (FIMI) | 6× Платиновый | 300,000   |
| Япония (RIAJ) | Золотой       | 100,000   |
| Япония (RIAJ) · Chaku-Uta, песня целиком                                                                                 | Золотой       | 100 000*  |
| Нидерланды (NVPI) | Золотой       | 50 000^   |
| Новая Зеландия (RMNZ) | Платиновый    | 10 000*   |
| Норвегия (IFPI Norway)                                                                                                   | Платиновый    |           |
| Швеция (GLF) | Золотой       | 15 000^   |
| Швейцария (IFPI Switzerland)                                                                                             | Золотой       | 25 000^   |
| Великобритания (BPI) | 2× Платиновый | 1,360,000 |
| США (RIAA) | Платиновый    | 2,910,000 |
| Digital |               |           |
| Япония (RIAJ) | Золотой       | 100,000^  |
| * Данные о продажах приведены только на основе сертификации. ^ Данные о тиражах приведены только на основе сертификации. |               |           |